# Depozycja (geografia)
Depozycja – proces przemieszczania i osadzania luźnych materiałów.
W atmosferze dotyczy przemieszczania i osadzania na powierzchni ziemi składników zanieczyszczeń atmosferycznych. Wyróżnia się dwa rodzaje depozycji zanieczyszczeń atmosferycznych:
- depozycja mokra - przemieszczanie się zanieczyszczeń wraz z opadem atmosferycznym;
- depozycja sucha - opadanie na ziemię związków siarki i azotu zawartych w atmosferze w postaci gazowych związków chemicznych.